# 北部の蹂躙

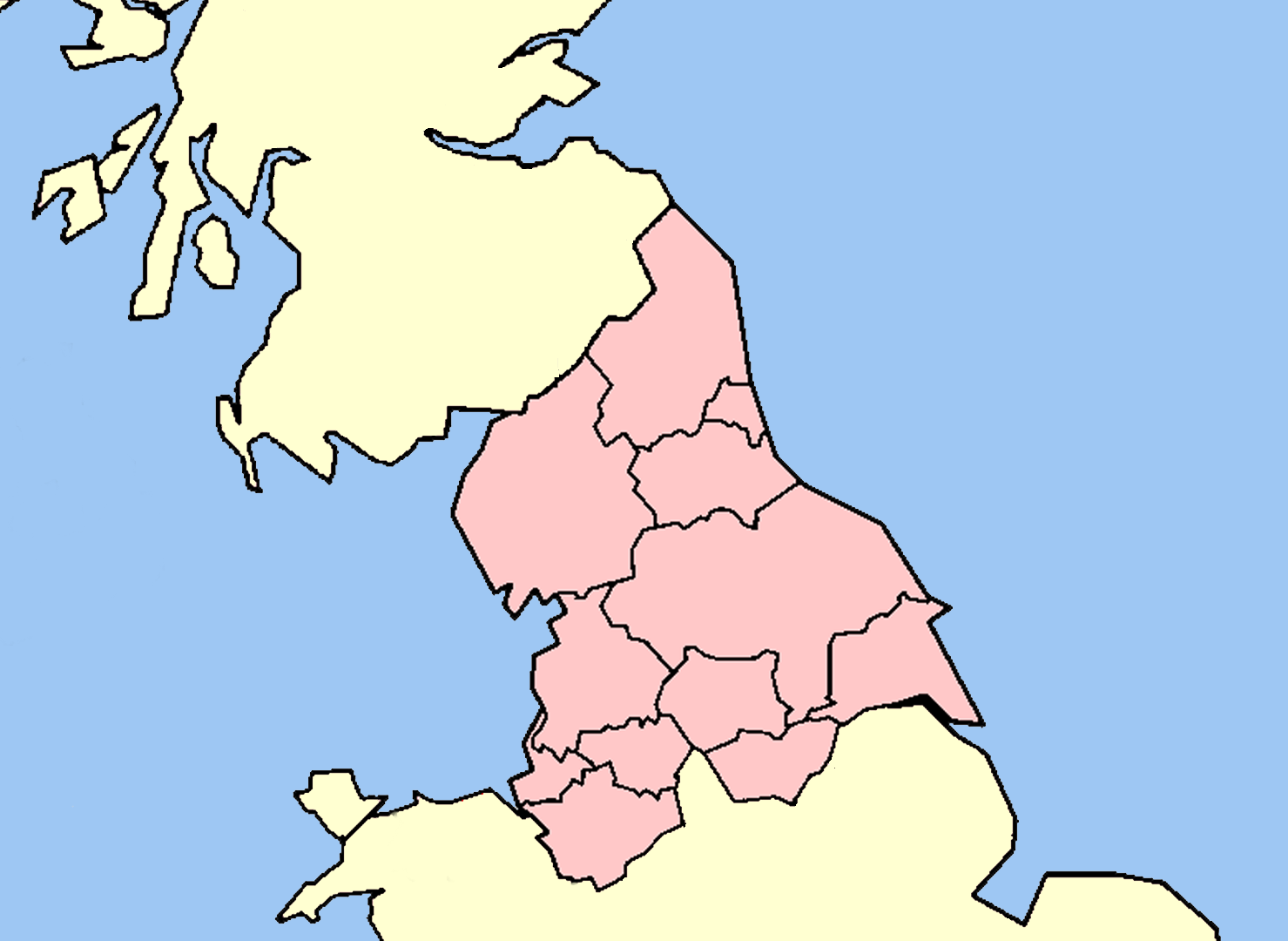
現代におけるノーザン・イングランド

北部の蹂躙 (ほくぶのじゅうりん、英語: Harrying of the North) は、1069年から1070年の間の冬にイングランド王ウィリアム1世が行ったノーザン・イングランド（ノース）遠征。ウェセックス家最後の王位請求者エドガー・アシリングを支援するデーン人がヨークに上陸したため、ウィリアム1世はこれと戦い撃退した。しかし残存するアングロ・サクソン人の反乱諸侯が降伏しなかったので、ウィリアム1世はこの地域を徹底的に破壊したうえでノルマン人による封建体制を確立しようとした。
同時代の数々の年代記が、野蛮で大規模な破壊と略奪、虐殺、それに伴う広範な飢饉を記録している。現代にはこれをジェノサイドと認定している学者もいる一方で、当時のウィリアム1世に伝えられるほどの一大作戦を遂行できるほどの軍事力は無かったとして、年代記の記述を誇張または誤解に基づくものだと考えている者もいる。

## 背景

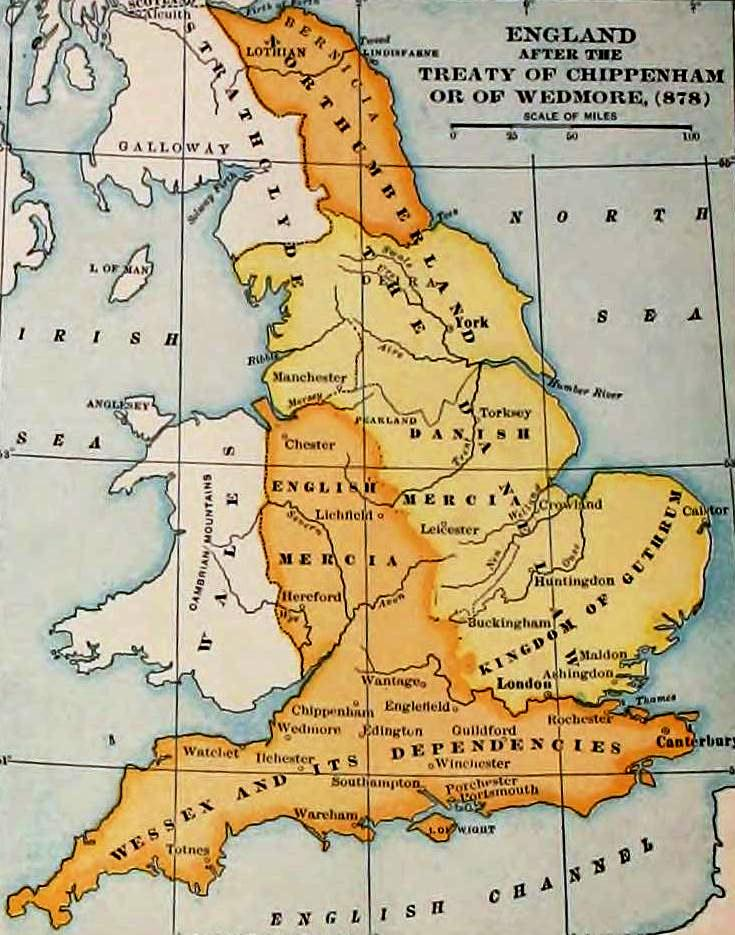
デーンロウ（黄）

ノルマン・コンクエストの時代、現代のヨークシャー、ダラム、ノーサンバーランド、ランカシャー、カンバーランド（カンブリア北部）南部、ウェストモーランド（カンブリア南部）にあたる地域をまとめて「ノース」（the North）と呼んでいた。ノースの住民はノース人（古スカンディナヴィア人）とアングロ・サクソン人が混合した文化を有しており、現代では彼らを指してアングロ・スカンディナヴィア人という語が用いられることもある。古英語を話す彼らは南イングランドの人々と意思疎通ができず、また貴族階層はデーンロウ時代からのデーン人にルーツを持つ者が主であった。
さらに、イングランドの南北では、地形や交通網の未発達から、人々の交流自体が少なかった。ヨークと南部の間の交通には、もっぱら船が用いられた。962年、イングランド王エドガーはデーンロウの伯に対し、忠誠を誓うことを条件に高度な自治を認めた。これ以降、イングランド王の権力はハンバー川以北では極めて弱いものとなった。こうして力を得たノーサンブリア伯は、ティーズ川からツイード川まで勢力を広げた。

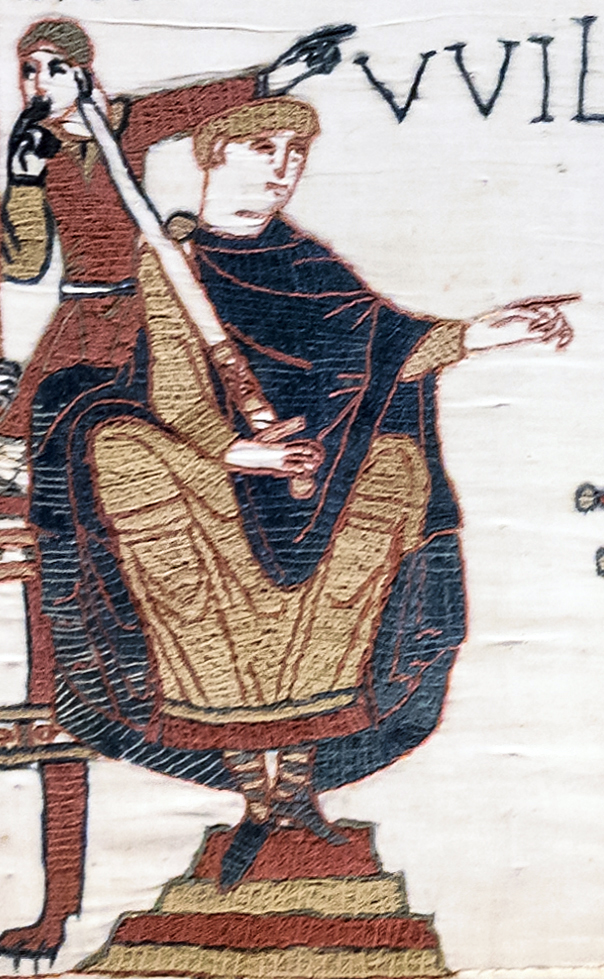
ウィリアム1世

1066年、ヘイスティングズの戦いでハロルド2世が敗死し、王国がノルマン人の手に渡った後、これを認めないウェセックス家の支持者たちはエドワード懺悔王の大甥でエドマンド2世の孫にあたるエドガー・アシリングを抵抗運動の中心に据えた。エドマンド2世はエドワード懺悔王の兄であった。イングランド王国としてノルマン人への敗北を認めたのは、ヘイスティングズの戦いより2か月後の1066年12月に、エドガー・アシリングらがバーカムステッドでウィリアム1世に屈服したときである。とはいえ、エドガー・アシリングと共にノルマン人に服したのはヨーク大司教エールドレッドくらいで、その後ウィリアム1世はドーバー、エクセター、ヘレフォード、ノッティンガム、ダラム、ヨーク、ピーターバラなど各地で数々の反乱や国境紛争に直面することになった。

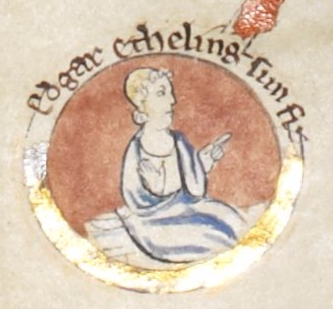
エドガー・アシリング

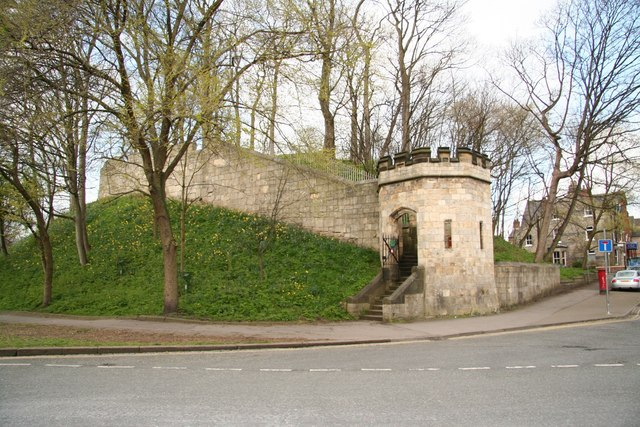
ヨークのモット・アンド・ベーリー（1068年 - 1069年）の遺構

この頃、ノーサンブリアで力を持っていたのはコープスィという貴族だった。バーニシア王家の子孫である彼はかつてハロルド2世の弟であるトスティ・ゴドウィンソンを支持して1066年のスタンフォード・ブリッジの戦いに参加し、ハロルド2世に囚われていたのだが、直後のヘイスティングズの戦いでハロルド2世が死んだため逃げおおせていた。彼は1067年にバーキングでウィリアム1世に忠誠を誓い、ノーサンブリア伯に任じられていた。
そのわずか5週後、コープスィはバーニシア伯エードルフ4世の息子オスルフに捕殺された。オスルフも同年の秋に暗殺され、従弟のゴスパトリックが跡を継いだ。彼の治世も、1068年に彼がエドガー・アシリングの反乱に加担したことで短期間に終わる運命にあった。
2人の伯が立て続けに弑され、跡を継いだ伯が寝返ったのを見て、ウィリアム1世はノーサンブリアへの介入を決めた。彼は1068年夏にヨークに入った。反乱軍は蹴散らされ、エドガー・アシリングやゴスパトリックらはスコットランドのマルカム3世の元に亡命した。
ノーサンブリアにおいてアングロ・サクソン人の領主を一掃したウィリアム1世は、ノルマン人のロベール・ド・コミーヌをノーサンブリア伯に任じた。ダラム司教エゼルウィンはロベールに反乱勢力の活動を警告したが、ロベールはこれを無視し、1069年1月28日に数人の供とともにダラムに向かったところで反乱軍に包囲され、虐殺された。その後反乱軍はヨーク城を襲い、多数の衛兵やロベールの家臣を殺害した。ウィリアム1世は迅速かつ冷酷に対応した。彼は直ちにヨークへ引き返し、包囲軍を撃退して多数を殺し、追いやった。
この北部での反乱に乗じて、イングランド各地で同様の反乱が勃発した。ウィリアム1世はドーセット、シュルーズベリー、デヴォンに伯を派遣して当たらせ、自らはミッドランズやスタッフォードの反乱に対処することにした。
一方エドガー・アシリングは、クヌート大王（デンマーク王クヌーズ2世）の甥のデンマーク王スヴェン2世を味方につけた。スヴェン2世は国内の軍船をかき集め、自身の息子を司令官としてブリテン島に差し向けた。イングランド東岸にたどり着いた彼らデーン人は行く先々で略奪を行い、反乱軍と合流してヨークを奪取した。そして1069年の冬、ノッティンガムにいたウィリアム1世は、軍勢を率いてヨークに向け北上した。しかしヨークについてみると、反乱軍はすでに四散しており、エドガー・アシリングもスコットランドに逃げ帰っていた。デーン人も冬を越すための適地が見当たらなかったため、ハンバー河口の船団のもとに引き返していた。彼らはウィリアム1世から退去金（デーン税）を受け取り、戦わずしてデンマークに帰っていった。残された反乱勢力に、王国軍と会戦を行う余裕はなく、ウィリアム1世は反乱軍の補給線を断つことで彼らを追い詰めていった。

## 蹂躙と虐殺
ウィリアム1世は1069年のクリスマスをヨークで迎えた。翌年にかけての冬における彼の戦略には、現代の歴史家の中にはジェノサイドという評価を与えている者もいる。

同時代のイングランドの年代記者たちは、この北部の蹂躙をウィリアム1世の最も冷酷な業績であり「彼の魂の汚点」であると記述している。約50年後に、アングロ・ノルマン人の年代記者オーデリック・ヴィタリスは、以下のように記録している（要約）。
王は彼の敵を追い詰めるためには手段を択ばなかった。彼は数多くの人々を斬り殺し、家々や土地を破壊した。他所では、彼はここまでの冷酷さを示すことはなかった。これは大きな転換点だった。
恥ずべきことに、ウィリアムは自身の憤怒を抑えようともせず、無辜の人々を犯罪によって罰したのだ。彼は穀物、家畜、農具、食料を焼き、灰とするよう命じた。10万人以上が飢え死にした。
私はこの本の中でよくウィリアムを称揚するが、この凶悪な虐殺については何も良いことは言えない。神が彼を罰するだろう。
ウィリアム1世はエアー川以北の地域を破壊して回った。彼の軍は食料を焼いて住民を殺し、反乱兵を追いやった。年明けからは、ウィリアム1世は軍勢を小分けにして各地へ送り、徹底的な放火、略奪、破壊作戦に移行した。ウスターのフローレンスによれば、ハンバー川からティーズ川に至るまで、すべての村が焼かれ、住民が殺害された。備蓄食料や家畜も徹底的に排除され、辛うじて虐殺を生き延びた者たちも真冬の飢餓に苦しむことになった。食人が横行したことで、生存者はさらに数を減らしていった。
イブシャム修道院年代記によれば、遠くウスターシャーにまで難民が流れ着いた。
1086年になっても、ヨークシャーやイングランド北部は荒廃したままだった。ドゥームズデイ・ブックには、「荒廃している（wasteas est）」とか「無に帰している（hoc est vast ）」などといった言葉が並んでいる。全体では、調査された土地の実に60パーセントが荒地であり、また66パーセントの村に荒地があることが記録されている。肥沃な地域でも、その価値が1066年と比べて60パーセント下落していた。生存者はかつての人口のわずか25パーセントにとどまり、実に8万頭の牛と15万人の人口が消えていた。
また考古学の調査によっても、大規模な破壊や人口減少があったことが証明されている。考古学者リチャード・アーネスト・ミューアによれば、1069年から1071年の間にヨークシャーの住民が硬貨を地下に埋めていることから、この時期に暴力的な社会崩壊が起こっていたことが分かるという。B・K・ロバーツは著書『イングランドの村の起源』（The Making of the English Village）において、ダラムとヨークシャーにおいて数多くの村が類似した構造をとっているのは、ある一時期に人口自然増加に反する大規模な社会再編が起こったためだとしたうえで、そのような事件が平時に起こるとは考え難く、北部の蹂躙に関係しているに違いないと述べている。実際に、ウィリアム1世とともに現れたノルマン人諸侯は、征服地に似たり寄ったりな植民地を築く傾向があったことが知られている。

## 反論
しかし、こうしたすべての破壊をウィリアム1世に帰するのに疑問を呈している学者もいる。彼らは当時のウィリアム1世はそれほどの大規模作戦を遂行できるほどの規模の軍隊を持っていなかったとして、ドゥームズデイ・ブックに記載されているような荒廃はデーン人やスコットランド人による部分もあると考えている。ダラムのシメオンは、マルカム3世治下のスコットランド人は「ノーサンブリアに深刻な被害をもたらし、そこから数多くの男女をスコットランドに連れ去った」と述べている。またwaste という語の解釈についても、様々な議論が行われており、上述のような荒廃自体が存在しなかったとする説もある。例えば荘園制度の再編に伴う免税措置の意味であるとか、単にドゥームズデイ・ブックの編纂者が詳細な情報を得られなかった土地をぞんざいに扱い、なおざりに記録しただけであるとする者もいる。
ポール・ダルトンは、ウィリアム1世には北部を灰燼に帰しめるだけの時間、人員、物資を費やす余裕も必要性もないという疑問を呈している。またウィリアム1世が虐殺を行ったこと自体は年代記からも明らかだが、ウィリアム1世の手勢のほとんどはイングランドやウェールズの城塞を守備するのに手いっぱいで、軍勢が北部にいた3か月の間に行えた虐殺の規模は限られるとダルトンは述べている。
マーク・ハガーは、アングロサクソン年代記にある「並外れて厳しい」（stern beyond measure）という言葉に着目して、当時はこれが大量虐殺とは捉えられておらず、これを現代の感覚からジェノサイドと呼ぶべきではないとしている。4世紀ローマ帝国の執筆家ウェゲティウスの書いた『軍事論』の軍事思想が11世紀まで一般的に用いられていたとしたうえで、ハガーはウェゲティウス彼の「戦争における要点にして主眼点は、自らの供給を充足させて保ち、敵を飢餓に陥れることで破ることである」という記述を引用して、ウィリアム1世の北部の蹂躙は『軍事論』に則った作戦であり、当時の他の地域での戦争と大差ないと述べている。
また虐殺を記録したオーデリック・ヴィタリスの『教会史』の記述についても否定的な意見が出ている。ヴィタリスは1075年に生まれ、史実の事件の55年ほど後に記録を執筆したのだが、その中の「10万人が死亡」などといった記録は明らかな誇張であると言われている。1086年のドゥームズデイ・ブックによればイングランドの人口は225万人で、10万人が死んだとすれば、南部と比べて過疎地である北部において全人口の最大4.5パーセントが失われた計算になるためである。
デイヴィッド・ホースプールは、いわゆる北部の蹂躙によって北イングランドに数世紀に及ぶ影響が残ったと言っても、実際の犠牲者は従来言われていたほどではなかったと結論付けている。

## 後世への影響

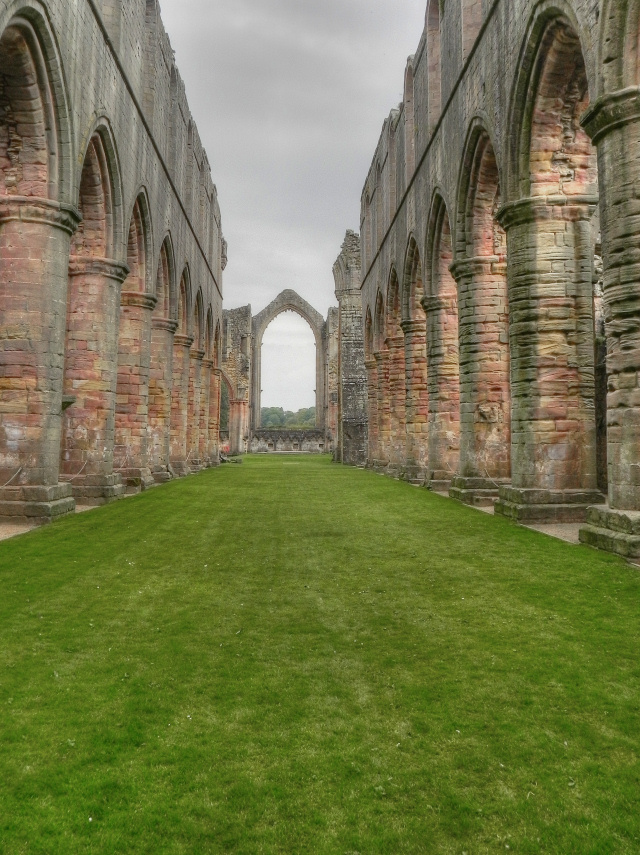
12世紀に設立されたシトー会のファウンテンズ修道院の遺跡（ヨークシャー）

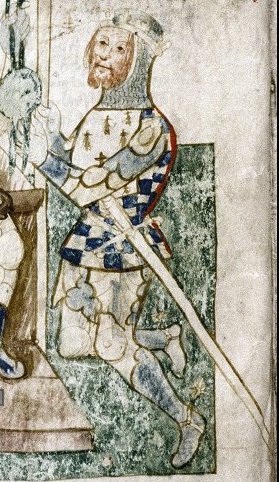
アラン・ルーファス（14世紀の絵画）

1071年、ウィリアム1世はロタリンギア人ウィリアム・ワルヒャーを新たなノーサンブリア伯に任じた。彼は非アングロ・サクソン人として初めてのダラム司教となった。
旧来の勢力を完全に駆逐したことで、イングランド北部のアングロ・サクソン人の領主はすべてノルマン人に置き換えられた。こうしてノルマン人による新たな封建体制がイングランドに樹立されたが、唯一ブルトン人領主のアラン・ルーファスだけは例外として生き残った。彼は1069年から1071年の間に北ヨークシャーに広大な荘園を与えられた。この地域はドゥームズデイ・ブックに「アラン伯の百の土地」と記録され、後のリッチモンドシャーとなった。
アラン・ルーファスは、その領土の中で以前と変わらない統治をおこなった。ウィリアム1世の権力が及ぶのは東端のエインダービー・スティープルまでで、その他南部の一村をロバート・オブ・モルテンが統括したのを除けば、アランの領土は一切ノルマン人の支配を受けず、生き残ったアングロ・デーン人の領主がその地位を保つことができた。またアランはヨークの復興に力を入れ、1088年に聖メアリー修道院を創建した。1086年までに、アランはイングランドで最も豊かかつ強大な領主の1人となっていた。
スコットランドでは、1071年にマルカム3世がエドガー・アシリングの姉マーガレットと結婚した。エドガー・アシリングはマルカム3世の支援を受けて、ウィリアム1世に対する闘争を続けた。マルカム3世とエドガー・アシリングの婚姻関係は、後のスコットランド・イングランド双方の歴史に大きな影響を及ぼすことになった。マーガレットや息子たちの影響によりローランド地方にはサクソン人化の動きが起こり、またイングランド王の血統が加わったことで、スコットランド王家は「義理の兄弟に対する報復」というイングランド侵攻の口実を得ることになった。マルカム3世はイングランド南部を襲い、多くのイングランド人を拉致した。
ウィリアム1世にとって、こうしたマルカム3世の活動やスコットランド王家とウェセックス家の婚姻関係は大きな脅威となった。1072年、彼はスコットランドに侵攻してマルカム3世を破り、アバネシーの和約を結んだ。アングロサクソン年代記によれば、この条約でマルカム3世はウィリアム1世に臣従し、エドガー・アシリングがスコットランドから追放された。最終的に、エドガー・アシリングは1074年にウィリアム1世に降伏した。ここに、ウィリアム1世のイングランド王位は形式上は不動のものとなった。
1080年、ダラム司教ウィリアム・ワルヒャーが地元のノーサンブリア人に暗殺された。報復としてウィリアム1世は異父弟オドーを派遣した。オドーはティーズ川以北、ヨークからダラムまでの広範囲を破壊し、ダラム修道院を略奪した。多くのノーサンブリア貴族が亡命を強いられた。
著しく人口が減少した土地を与えられたノルマン人領主たちは、明らかに不忠でないとみなした者なら誰にでも土地を与え、耕作者の数を回復させようとした。彼らは数世紀前にこの地域を支配したヴァイキングとは異なり、卸売りのような商業活動には従事せず、ただ封建領主として社会の上流階級を独占するのみだった。そのため、アングロ・サクソン文化はノルマン人の支配下でも生き延びることができ、様々な文化的慣習が残った。例えば、ノルマン・コンクェスト以前の人名は11世紀から13世紀の台帳でも確認することができる。中世北部イングランドの伝統文学は根強く残り、方言からもアングロ・スカンディナヴィア人の残存がうかがえる。対してノルマン人に起源をもつ名前は極めて希少で、彼らが上層階級にとどまったことがわかる。ドゥームズデイ・ブックからはこうした階級別の変化を読み取ることができ、また例外的にヨークシャーではノルマン人による植民が成功したことも知ることができる
北部の蹂躙以前には、北部の修道院はバートン・アポン・トレントしかなかったが、1070年以降ノルマン人が教会を植民の拠点としたことで、いくつかの修道院が建設された。その中でも最大のものはファウンテンズ修道院であり、非常に豊かな修道院の1つとなった。修道院の増加を皮切りに、ノルマン人は北部に次々とモット・アンド・ベーリーを建てていった。
ノルマン人側から見れば、北部の蹂躙はチェシャー、シュロップシャー、ダービーシャー、スタッフォードシャーを含む広大な範囲をドゥームズデイ・ブックに影響するほどに荒廃させ、反抗を弱体化させたという点では成功であったが、ヨークシャー以外では反乱の根絶に至らなかった。またマーシアやノーサンブリアではウィリアム1世の支配が固まったとはいえ、イングランド各地での反乱は終わるところを知らなかった。